# Wilson (perro)
Wilson es el nombre de un perro de asistencia de raza pastor belga malinois que sirvió  en un comando de rescatistas del Ejército Nacional de Colombia. Nacido en las montañas de Chiquinquirá, en el departamento de Boyacá, en junio de 2023 obtuvo notoriedad mundial al ser considerado como un héroe tras ser el primer «soldado» que tuvo contacto con cuatro niños desaparecidos en la Región Amazónica de Colombia durante un accidente aéreo. Actualmente el can se encuentra desaparecido.

## El accidente
El 1 de mayo de 2023 una aeronave Cessna 206 despegó desde el aeropuerto de Araracuara, en el municipio colombiano de Solano, departamento de Caquetá, con destino a San José del Guaviare. A bordo del vehículo aéreo iban siete personas: el piloto, un líder indígena, Magdalena Mucutuy Valencia, perteneciente a un pueblo indígena colombiano, junto a sus cuatro hijos, todos menores de edad entre los 11 meses y los 13 años. Luego de un tiempo de vuelo cuando se aproximaban a la frontera con el departamento de Guaviare, el piloto reportara fallas en el motor de la aeronave, los radares perdieron el rastro de la máquina y fue declarada como extraviada. Investigaciones posteriores dieron cuenta de que luego de intento de aterrizaje de emergencia del piloto, la aeronave se estrelló sobre una montaña en la frontera entre los departamentos de Caquetá y Guaviare, falleciendo todos los adultos tripulantes.

## Operación Esperanza
Un equipo interdisciplinario de unas setenta personas, entre quienes se cuentan rescatistas y militares, dio inicio a una operación militar para dar con el paradero de la avioneta presuntamente siniestrada a la que denominaron como Operación Esperanza. En ella participó el perro Wilson como uno de los rescatistas, el cual permitió dar con el paradero de la avioneta siniestrada, como también encontró el biberón de Cristin, la menor de los hermanos extraviados, el cual fue determinante para poder ratificar que al menos uno de los menores se encontraba con vida, para así continuar con la búsqueda.  Como resultado de dichas labores, el 9 de junio fueron hallados todos los menores de edad con vida, luego de cuarenta días de búsqueda infructuosa, donde los menores sobrevivientes permanecieron juntos deambulando por la densa vegetación selvática. El Presidente de Colombia, Gustavo Petro, dio la noticia a través de su cuenta de Twitter. Con anterioridad, el 18 de mayo del mismo mes, el mandatario debió retractarse por un tuit donde anunció por error la aparición con vida de los menores de edad.  El mismo día del rescate, el perro Wilson de seis años de edad no pudo ser localizado, por lo que bajo la premisa de «ninguno se queda atrás», el Ejército Nacional comenzó inmediatamente las tareas para encontrarlo.
De acuerdo al relato del abuelo de los menores y padre de Magdalena, Narciso Mucutuy, quien pudo hablar directamente con sus nietos, ellos manifestaron que tuvieron contacto en varias oportunidades con Wilson, quien les hacía compañía por momentos y sin perderlos de vista, pero que se desaparecía, muy probablemente tratando de encontrar ayuda y dar aviso del hallazgo. Asimismo, un dibujo hecho por los menores rescatados durante su recuperación en el Hospital Militar Central de Bogotá y que trataba sobre su estadía en la selva, retrataron a Wilson como uno de los participantes de aquellos momentos extraviados.

## Premios y homenajes
El 26 de junio de 2023, la madre de Wilson, Drugia que también sirve en el Ejército Nacional, recibió en nombre de la nación colombiana una condecoración simbólica en representación de su hijo desaparecido. La ceremonia fue realizada en el Palacio de Nariño, en Bogotá y fue presidida por el Presidente de la República, Gustavo Petro. Anteriormente a esto, el comandante de las operaciones especiales de las Fuerzas Militares de Colombia, General Pedro Sánchez, declaró que era "improbable" hallar con vida a Wilson, razón por la cual fue declarada su presunta desgracia y cesaron las actividades exhaustivas para su búsqueda.